# Липовчик (мемориал)
Ли́повчик — историческое название урочища, известного как одно из мест массовых казней и захоронений жертв сталинских репрессивных кампаний по социальному и национальному признаку, проведённых в 1937—1938 годах. Располагается в Беломестненском сельском поселении на территории Ливенского района Орловской области.

## История обнаружения захоронений
Захоронения в Липовчике были обнаружены случайно. Произошло это в октябре 1963 года, когда молодой учитель истории Олег Якубсон повёл свой класс в поход выходного дня:122.
На размытом дождями склоне лесного оврага ученики обнаружили россыпь человеческих костей. Тогда из них удалось сложить шесть скелетов. Кости после фотографирования были погребены, а результатом активного обсуждения стало решение о принадлежности останков погибшим во время Второй мировой войны.
Начало 60-х годов прошлого века связано в Ливнах со всплеском интереса к краеведению, вызванного изданием книги С. П. Волкова. Поэтому история школьной экскурсии имела продолжение. Не сразу, но выяснилось, что на самом деле ученики наткнулись на останки местных жителей, убитых сотрудниками НКВД СССР в 1937-38 годах. Со временем даже удалось записать рассказ случайного свидетеля:36.
Однако провести подробный поиск в то время было невозможно. Ещё жили и работали в карательных структурах лица, ранее непосредственно участвовавшие в репрессиях. Они хранили дух ушедшего времени, и даже перейдя к амнистированию, старались замалчивать любые сведения о прошлых убийствах:37.
По настоящему всё открылось лишь 30 лет спустя. Только тогда в новых, послеперестроечных условиях было возбуждено уголовное дело, что позволило найти и опубликовать списки расстрелянных:37.

## Инициаторы, исполнители, обстоятельства проведения расстрелов
Смертные приговоры выносились без судебного рассмотрения, лишь по решению так называемых «троек» при УНКВД СССР. Состав «троек» формировался на областном уровне по должностям. Они состояли из первых лиц местного руководства Коммунистической партии, НКВД и прокуратуры. В частности, в Орловской области членами «троек» были::235
- Бойцов В. И. — первый секретарь Организационного бюро ЦК ВКП(б) по Орловской области (21.4.1938 — 2.7.1938), первый секретарь Орловского обкома ВКП(б) (7.7.1938 — 20.1.1942)[6].
- Никитин В. Д. — первый секретарь Оргбюро ЦК ВКП(б) по Орловской области (1.9.1937 — 9.11.1937)[7][8].
- Бидинский К. И. — председатель Оргкомитета ВЦИК СССР, первый секретарь Оргбюро ЦК ВКП(б) по Орловской области с 1.10.1937 по 21.4.1938[8][9].
- Симановский П. Ш. — начальник управления НКВД по Орловской области, майор государственной безопасности (01.10.37 — 13.01.39)[8][10][11].
- Валик В. С. — заместитель начальника Управления НКВД по Орловской области, старший майор государственной безопасности (1.1937 — 9.1938)[8][12].
- Солоницын Н. А. — областной прокурор (21.11.1937 — 8.1938)[13].
- Сикачёв С. Я. — заместитель областного прокурора в 1937—1938 годах
- Тимошин А. М. — заместитель областного прокурора в 1937—1938 годах

Стоит отметить крайне напряжённую работу этих «троек». Например, судя по документам, подписанным 1 ноября 1937 года Симановским П. Ш., Никитиным В. Д., Бидинским К. И. и Сикачёвым С. Я., были рассмотрены дела 323 человек. Из них отправлено на расстрел 179, а 144 получили срок в лагерях. Не оправдан ни один:223. Примечательно, что подобная интенсивность работы возможна только при механическом подписании уже готовых приговоров.
Для ускорения подготовки обвинительных материалов обычно использовалась, так называемая «конвейерная» система допроса арестованных, когда к каждому из них прикреплялось по два следователя, которые допрашивали до тех пор, пока измученный человек не оговаривал себя и других. Также широко применялись корректировка протоколов допросов и физические меры воздействия.
Непосредственно в Ливнах выявляли врагов народа, арестовывали, готовили материалы для «троек», а далее лично расстреливали и оформляли документы о проведённой казни следующие товарищи:235:30:
- Агафонов — сотрудник госбезопасности
- Вайсбанд Б. Э. — лейтенант государственной безопасности, начальник ливенской межрайонной опергруппы специально созданной для проведения репрессивных акций
- Деревнин В. Д. — младший лейтенант государственной безопасности, начальник Измалковского районного отдела НКВД
- Косолапов — сотрудник госбезопасности
- Чернов И. — младший лейтенант госбезопасности, начальник Ливенского районного отдела НКВД

После заседания «тройки», для запуска механизма уничтожения, начальник управления НКВД по Орловской области П. Симановский или его заместитель В. Валик оформляли на имя начальника ливенской опергруппы Вайсбанда предписания о приведении приговоров в исполнение:226-227.
Далее Вайсбанд, Деревнин, Чернов с группой до десяти человек состоящий из шоферов и фельдъегерей увозили приговоренных в Липовчик:236.
Расстрелы проводились с августа 1937 года по вторую половину 1938 года. Начиналась процедура в 22 часа и заканчивались к 5 часам утра. Трупы зарывались на месте казни:227.

## Расстрелянные в Липовчике
Первыми жертвами скорбного списка Липовчика, открытого с августа 1937 года, стали пять местных жителей:220:
- Агеев Иван Васильевич, 67 лет, плотник по найму из деревни Важжово
- Булгаков Григорий Кузьмич, 32 года, крестьянин из деревни Костомарово
- Весна Пётр Игнатьевич, 65 лет, кладовщик промартели в Ливнах
- Зубцов Михаил Никитович, 63 года, крестьянин из села Чернявка
- Капельман Фридрих Михайлович, 36 лет, директор ливенского завода «Красный металлист»

Всего в августе 1937 года расстреляно 20 человек, в сентябре — 38, в октябре — 87, а в начале ноября, к юбилейной 20-й годовщине Великого Октября, сразу 180 человек:127.
Тщательная проверка архивных документов позволила установить имена 423 человек, уничтоженных в Липовчике. Среди них земледельцы, военные, интеллигенция, домохозяйки, священники — представители всех слоёв населения, проживавшего тогда в округе:226.

## Уничтожение населения в других местах Ливенского района
После Липовчика, наибольшее количество расстрелов и захоронений пришлось на подвалы Управления НКВД. Оно располагалось в ныне не сохранившемся здании гостиницы Каменева. Символично, что стояла гостиница на пересечении современных улиц Ленина и Дзержинского. Там было уничтожено 224 человека:42. В начале шестидесятых годов XX века здание разобрали, а останки жертв вместе со строительным мусором образовавшимся при рытье котлована на месте бывшей гостиницы, были вывезены и использованы для ремонта дорог. Появление по городским обочинам человеческих костей среди битого кирпича, и даже черепов, никаких последствий не имело:36-37.
Есть свидетели расстрелов в сухой балке близ Ключёвки:37. Имеются неясные слухи и о других местах. Однако полного списка мест злодеяний и жертв, по всей видимости не удастся узнать никогда. В альманахе ливенского краеведческого музея публиковались списки репрессированных в 20х-40х годах. Всего около 1300 человек. Но полнота списка совершенно точно имеет явный и значительный недостаток. Это следует из того, что лишь один упомянутый выше Иван Чернов, судя по его собственным записям, и только лишь с 1937 года по июль 1938, лично застрелил около полутора тысяч человек:236.

## Мемориал
17 декабря 1992 года, почти через 30 лет после обнаружения школьной экскурсией учителя О.Якубсона захоронений, в Липовчике был открыт мемориал памяти жертв сталинских репрессий:42. Несмотря на значительное пошедшее время, сделать это оказалось не просто. Различные препятствия удалось преодолеть лишь благодаря самоотверженному участию тогдашнего заместителя главы администрации города по социальным вопросам — Александра Юрьевича Максимова. Финансирование строительства полностью осуществлено из бюджета Ливен.
В середине двухтысячных годов мемориал дополнен поклонным крестом установленным силами Православной церкви. Один-два раза в год стали проводиться Божественные Литургии и иногда организуют крестный ход.
Ежегодная панихида, как следовало из надписи на информационном щите у начала лесной дороги, проводится в День памяти жертв политических репрессий, 30 октября, в 12 часов.
В 2011 году панихиду возглавлял вновь назначенный архиепископ Орловский и Ливенский Антоний. Символично, что это была одна из первых его поездок по епархии, в которую он прибыл менее чем за неделю, а именно, 24 октября.
Невдалеке от мемориала находится место организованного отдыха Ливенского района, так называемый стадион в Липовчике. Здесь достаточно часто проходят различные мероприятия, такие как День города, День России, День молодёжи, а иногда даже конные бега. То есть, регулярно случается наплыв населения. Однако до 2012 года к мемориалу от стадиона указатели отсутствовали. А как следствие, посетителей почти не бывало.
Такой указатель в виде граффити и в рамках городского конкурса имени А. Н. Селищева весной 2012 года разработала и исполнила Ливенская детская художественная школа.

### Список убитых в Липовчике
Первоначально мемориал включал 28 мраморных досок с двумястами именами первых выявленных погибших. По мере получения новых данных от КГБ СССР, список был дополнен до 423 человек. Доски с новыми именами расположили на небольших отдельных кирпичных стелах возведённых левее основной части, причём, без должного фундамента. К несчастью, постояв несколько лет они завалились. Часть мрамора была расколота, после чего использована для ремонта фрагментов комплекса, а имён вновь стало 200. Позже, в конце списка, неизвестными была самостоятельно добавлена одна из утраченных фамилий. Теперь их 201.
В настоящее время полный список установленных жертв помещён на стене построенной Часовни Новомучеников и Исповедников Российских.

### Вандализм 2013 года
22 мая 2013 года в газете местных коммунистов «Орловская искра» было опубликовано письмо беспартийной жительницы г. Ливен, Т. П. Михайловой. Она рассказала о возмутительном, на её взгляд, содержании информационного щита Мемориала Липовчик, которое её шокировало и тем препятствовало в посещении мест захоронений.
На следующий день после публикации неизвестные похитили этот, простоявший не один год, указатель у начала лесной дороги. Факт имел некоторый резонанс. В частности, был отмечен ливенской прессой и правозащитным, благотворительным обществом «Международный Мемориал».
Хотя реакции местных властей не последовало, по прошествии двух лет, в 2015 году, ливенские казаки, руководимые атаманом Андреем Басенковым, нашли похитителя информационного щита мемориала и восстановили его на прежнем месте.

## Часовня Новомучеников и Исповедников Российских
В конце мая 2014 года был создан попечительский Совет, взявшийся за дальнейшее развитие мемориального комплекса. На углу Липовчика, решено построить небольшую часовню Новомучеников и Исповедников Российских, где разместить полный список уничтоженных здесь жителей. А 29 мая 2016 года силами ливенских казаков состоялась её закладка и, по благословению епископа Ливенского и Малоархангельского Нектария, духовенство Свято-Сергиевского кафедрального Собора, Георгиевского храма и храма Димитрия Солунского отслужило молебен в честь Новомучеников и исповедников российских XX века. 29 октября 2017 года, накануне дня памяти жертв политических репрессий, состоялся традиционный Крестный ход к мемориалу жертвам большевистских репрессий. В этот день был освящён крест и купол на строящейся часовне, а первое богослужение прошло 30 октября 2018 года.
Ежегодно в последнее воскресение октября к Мемориалу Липовчик проводится крестный ход и богослужение.

## Проезд
От Ливен, через Беломестное, следует двигаться порядка 2,5 километра по дороге на Троицкое, до поворотов на Барково (вправо) и к стадиону у Липовчика (1). Далее, повернув к стадиону налево, 700 метров до угла стадиона и Липовчика, где имеется граффити и указатель с надписью — «Мемориал, 700 м» (2). Затем, повернув по указателю направо, вдоль изгибающейся опушки Липовчика ещё 700 метров до места информационного щита с надписью «Мемориал Липовчик» (3), уничтоженного неизвестными в мае 2013 г. И, наконец, повернув налево, мимо этого места, преодолеть последние 300 метров по лесной дороге.
- 1. Поворот с дороги Ливны — Троицкое влево, к стадиону у Липовчика
- 2. Поворот направо у стадиона и угла Липовчика по указателю: «Мемориал, 700 м»
- 3. О. Якубсон около места информационного щита у поворота на лесную дорогу к Мемориалу
- Вид на Часовню от дороги на Троицкое